# 马格茨赫希海姆
马格茨赫希海姆是德国巴伐利亚州的一个市镇。总面积6.67平方公里，总人口3203人，其中男性1589人，女性1614人（2011年12月31日），人口密度480人/平方公里。